# Tinkoff Credit Systems/2007
Deze pagina geeft een overzicht van de Italiaans-Russische wielerploeg Tinkoff Credit Systems in 2007.
| Naam               | Geboortedatum | Nationaliteit    | Ploeg 2006        |
| ------------------ | ------------- | ---------------- | ----------------- |
| Elio Aggiano       | 15-03-1972    | Italië           | Team LPR          |
| Pavel Broett       | 29-01-1982    | Rusland          |                   |
| Ilya Chernetskiy   | 17-01-1984    | Rusland          |                   |
| Salvatore Commesso | 28-03-1975    | Italië           | Lampre-Fondital   |
| Daniele Contrini   | 15-08-1974    | Italië           | Team LPR          |
| Tyler Hamilton     | 01-03-1971    | Verenigde Staten | Geschorst         |
| Danilo Hondo       | 04-01-1974    | Duitsland        | Team Lamonta      |
| Michail Ignatiev   | 07-05-1985    | Rusland          |                   |
| Jörg Jaksche       | 23 -07-1976   | Duitsland        | Liberty Seguros   |
| Vasil Kiryjenka    | 28-06-1981    | Wit-Rusland      | Rietuma Bank-Riga |
| Sergej Klimov      | 07-07-1980    | Rusland          |                   |
| Ruggero Marzoli    | 02-04-1976    | Italië           | Lampre-Fondital   |
| Anton Mindlin      | 09-07-1985    | Rusland          |                   |
| Jevgeni Petrov     | 25-05-1978    | Rusland          | Lampre-Fondital   |
| Ivan Rovny         | 30-09-1987    | Rusland          |                   |
| Aleksandr Serov    | 12-11-1982    | Rusland          |                   |
| Ricardo Serrano    | 04-08-1978    | Spanje           | Kaiku             |
| Nikolaj Troesov    | 02-07-1985    | Rusland          |                   |
| Steffen Weigold    | 09-04-1979    | Duitsland        | Team Lamonta      |

2006 · 2007 · 2008 · 2009 · 2010 · 2011 · 2012 · 2013 · 2014 · 2015 · 2016 · 2017 · 2018 · 2019